# Sengelmannstraße (metrostation)
Sengelmannstraße is een metrostation in het stadsdeel Alsterdorf/Winterhude van de Duitse stad Hamburg. Het station werd geopend op 26 september 1975 en wordt bediend door de lijn U1 van de metro van Hamburg. In de toekomst zal ook U5 het station aandoen. het eerste deel van de U5 loopt van de Sengelmannstraße naar het oosten, waarmee o.a. de hoogbouwwijk Steilshoop, met 20.000 inwoners, in het noorden van Hamburg een aansluiting op de metro krijgt. Zolang de U5 niet een eigen traject naar het centrum heeft moeten de reizigers in Sengelmannstraße overstappen.  